# 공작왕 (비디오 게임)
공작왕 게임은 4종류가 있다.

## 종류

### 공작왕
- 패밀리 컴퓨터, MSX2용
- 1988년 9월 21일 포니 캐니온 발매
- 커맨드 입력식 어드벤처 게임

- 세가 마크 III용
- 1988년 9월 23일 세가 발매
- 어드벤처에 횡 스크롤 액션 융합 게임

### 공작왕2 환영성(幻影城)
- 메가 드라이브용
- 1989년 11월 25일 세가 발매
- 액션 게임

### 공작왕II
- 패밀리 컴퓨터용
- 1990년 8월 21일 포니 키니온 발매
- 커맨드 입력식 어드벤처 스타일의 롤플레잉 게임